# Satoko Suetsuna
Satoko Suetsuna –en japonés, 末綱聡子, Suetsuna Satoko– (Oita, 30 de enero de 1981) es una deportista japonesa que compitió en bádminton.
Ganó una medalla de bronce en el Campeonato Mundial de Bádminton de 2011, en la prueba de dobles. Participó en dos Juegos Olímpicos de Verano, ocupando el cuarto lugar en Pekín 2008 y el octavo en Londres 2012, también en dobles.

## Palmarés internacional
| Campeonato Mundial | Campeonato Mundial    | Campeonato Mundial | Campeonato Mundial |
| Año                | Lugar                 | Medalla            | Prueba             |
| ------------------ | --------------------- | ------------------ | ------------------ |
| 2011               | Londres (Reino Unido) | Medalla de bronce  | Dobles             |